# Дальнее (Донецкая область)
Дальнее (укр. Дальнє) — посёлок в Покровском районе Донецкой области Украины.
Население по переписи 2001 года составляло 403 человека. Почтовый индекс — 85612. Телефонный код — 6278. Код КОАТУУ — 1423381503.

## История
21 ноября 2024 года, в ходе боёв за Курахово, ВС РФ захватили посёлок.

## Местный совет
85611, Донецька обл., Мар’їнський р-н, с-ще Дачне, вул.Логвиненко,1а[обновить данные]